# Ataypapi
Ataypapi (* 1998 als Mario Elias Cultrera in Klagenfurt, Österreich) ist ein deutscher Rapper mit marokkanischen und italienischen Wurzeln.

## Leben
Mario Elias Cultrera wurde 1998 im österreichischen Klagenfurt geboren. Sein Vater stammte von der italienischen Insel Sizilien, seine Mutter aus der marokkanischen Metropole Casablanca. Im Alter von zwei Jahren zog die Familie nach Solingen, wo sie bis zur Trennung der Eltern lebte. Ab dem neunten Lebensjahr lebte Cultrera in Marokko. Dort besuchte er eine englische Schule und lernte in den folgenden beiden Jahren Französisch und Marokkanisch zu sprechen. Anschließend kehrte er mit seiner Mutter und jüngeren Schwester nach Deutschland zurück. In Düsseldorf lebte er ab dem 16. Lebensjahr alleine, absolvierte sein Abitur und studierte anschließend für fünf Semester Spanisch und Französisch auf Lehramt. Insgesamt spricht er sechs Sprachen. Im Zuge der COVID-19-Pandemie zog er nach Duisburg, um mit seinem Bruder und einem Cousin einen Donutladen zu eröffnen.
Nachdem er ab November 2018 eigenständig erste Songs veröffentlicht hatte, intensivierte er parallel zur Pandemie auch seine musikalischen Ambitionen. Ein Jahr später folgten die Tapes Elyvated und Atay2Go. Fortan arbeitete Cultrera nach Ladenschluss an Musik. Er veröffentlichte die EPs Casamodica (2021) und Suavecito (2022). Auf Letztgenannter findet sich unter anderem seine erste Major-Single Lolove mit Pronto, der ihm seine erste Chartplatzierung überhaupt in der Schweiz einbrachte. Im Folgenden trat er auf der Gvapo EP 2 von Calo und dem Kollabo-Projekt Kids with Attitude von Jamule und Fourty in Erscheinung.
Im März 2023 unterschrieb Ataypapi einen Künstlervertrag bei der Warner Music Group. Mit Blessed (Intro) erschien zeitgleich seine Debüt-Single bei dem Hamburger Label. Das dazugehörige Album Time4Atay folgte kurz vor Jahreswechsel. Er selbst bezeichnete es als sein eigentliches Debütalbum, da er erstmals mit einem konkreten Konzept gearbeitet habe. Mit Azad, Ramo, Fourty, Jamule, Faroon, Pronto und Anfa Rose hatten zudem erstmals namhafte Rapper auf einem seiner Alben mitgewirkt. 2024 trat er im Gegenzug auf zahlreichen Veröffentlichungen auf, darunter auf den EPs Jung & machen Geld von Nimo und Sommer EP von Eno, dem Song Dima Maghreb von Kolja Goldstein und Dú Maroc sowie dem Album Komboz von Azad. Die bislang größte Aufmerksamkeit generierte Ataypapi mit Pistoleta, das auf Olexesh' Augen Husky 2 zu hören war und in den deutschen, österreichischen und Schweizer Single-Charts vertreten war. Im Herbst folgte sein zweites Studioalbum Cheb Atay.

## Diskografie

### Studioalben
| Jahr | Titel Musiklabel          | Anmerkungen                             |
| ---- | ------------------------- | --------------------------------------- |
| 2020 | Elyvated Warner Music     | Erstveröffentlichung: 27. März 2020     |
| 2020 | Atay2Go Warner Music      | Erstveröffentlichung: 18. Dezember 2020 |
| 2021 | Casamodica Warner Music   | Erstveröffentlichung: 2. April 2021     |
| 2022 | Suavecito Universal Music | Erstveröffentlichung: 26. August 2022   |
| 2023 | Time4Atay Warner Music    | Erstveröffentlichung: 15. Dezember 2023 |
| 2024 | Cheb Atay Warner Music    | Erstveröffentlichung: 25. Oktober 2024  |

### Kollaboalben
| Jahr | Titel Musiklabel                | Anmerkungen                                    |
| ---- | ------------------------------- | ---------------------------------------------- |
| 2025 | PLUG LOVE Ghostbassters, X Wave | Erstveröffentlichung: 25. April 2025 mit KARDO |

### EPs
- 2025: BEAUTIFUL (TIFFANY)

### Singles
- 2018: Safi
- 2019: Stunna
- 2019: Space Coupe
- 2019: Handydrama
- 2020: Nonstop
- 2020: Fuego
- 2020: Hooligan
- 2020: Nedved
- 2020: Dai
- 2020: Byakugan
- 2020: Vay
- 2020: Joga Bontio
- 2020: Suavecito
- 2020: S.M.R. Freestyle
- 2020: Wo warst du?
- 2020: Touchdown
- 2020: Wang
- 2020: Nike TN
- 2020: Pullup
- 2021: 2014
- 2021: Appetit
- 2021: Pengting
- 2021: Lauf mit dem Licht
- 2021: A.T.W.U
- 2021: 3 Min
- 2021: Casamodica
- 2021: Kein Toyota
- 2021: Investment (feat. Jiggo)
- 2024: Pistoleta (feat. Olexesh & Ilo 7araga)
- 2024: Badman